# Malvern (Ohio)
Malvern és una població dels Estats Units a l'estat d'Ohio. Segons el cens del 2000 tenia 1.218 habitants.

## Demografia
Segons el cens del 2000, Malvern tenia 1.218 habitants, 530 habitatges, i 332 famílies. La densitat de població era de 691,6 habitants/km².
Dels 530 habitatges en un 28,1% hi vivien nens de menys de 18 anys, en un 47,7% hi vivien parelles casades, en un 11,3% dones solteres, i en un 37,2% no eren unitats familiars. En el 33% dels habitatges hi vivien persones soles el 18,9% de les quals corresponia a persones de 65 anys o més que vivien soles. El nombre mitjà de persones vivint en cada habitatge era de 2,3 i el nombre mitjà de persones que vivien en cada família era de 2,87.
Per edats la població es repartia de la següent manera: un 22,7% tenia menys de 18 anys, un 9,6% entre 18 i 24, un 28,1% entre 25 i 44, un 21,8% de 45 a 60 i un 17,8% 65 anys o més.
L'edat mediana era de 39 anys. Per cada 100 dones de 18 o més anys hi havia 78,7 homes.
La renda mediana per habitatge era de 29.063 $ i la renda mediana per família de 35.476 $. Els homes tenien una renda mediana de 27.833 $ mentre que les dones 22.188 $. La renda per capita de la població era de 15.535 $. Aproximadament l'11,6% de les famílies i el 12,8% de la població estaven per davall del llindar de pobresa.

## Poblacions més properes
El següent diagrama mostra les poblacions més properes.